# Euphyia cydalima
Euphyia cydalima är en fjärilsart som beskrevs av Turner 1907. Euphyia cydalima ingår i släktet Euphyia och familjen mätare. Inga underarter finns listade i Catalogue of Life.